# Ytvattendränering
Ytvattendränering är en modern dräneringsmetod som används på bättre golfbanor. Principen är att ingen del av golfbanan är plan, utan lutar ner mot olika lågvattenpunkter. I varje lågvattenpunkt finns en avrinningsbrunn. Dessa brunnar binds ihop av ett vattenledningsnät som effektivt transporterar bort överflödigt vatten. Vid kraftig nederbörd transporteras merparten av regnvattnet bort via dessa brunnar i stället för att sugas upp av markytan.